# Baía da Princesa Carlota
A baía da Princesa Carlota (em inglês: Princess Charlotte Bay) é uma grande baía na costa leste de Extremo Norte de Queensland, na base da península do Cabo York, 350 km ao norte de Cairns, Austrália. A baía faz parte do Parque Marinho de Grande Barreira de Corais e é um habitat para o dugongo .
Os recifes na baía estão descritos como intocados. O habitat de Barramundi e os pântanos associados existem em zonas verdes declaradas que restringem a pesca comercial.

## História
A baía situa-se nas terras tradicionais das tribos de Bakanambia e Jeteneru. A baía recebeu o nome da princesa Carlota de Gales pelo tenente Charles Jeffreys da Marinha Real Britânica em 1815.
A baía da princesa Carlota e arredores foram devastados pelo ciclone Mahina de 1899, que na época destruiu todos os 100 navios ancorados lá. Outras estimativas sugerem um número mais baixo de 82 barcos destruídos.  Em 4 de março de 1899, toda a frota de pérolas do norte de Queensland estava na baía, onde coletavam regularmente suprimentos e conchas descarregadas. Cerca de 100 aborígines que estavam ajudando sobreviventes em terra e 307 homens da frota de pérolas afogaram-se no pior desastre marítimo de Queensland.

## Geografia
O ponto mais oriental da baía é cabo Melville . Também nesta área está a ilha Flinders, parte do arquipélago Furneaux. O ponto mais ocidental da baía é cabo Claremont.
Os rios Nomanby, Bizant, North Kennedy, Marrett e Morehead terminam na baía. Existem fósseis marinhos e cordilheiras antigas que foram descobertas no interior do rio ao longo dos sistemas fluviais. Isso indica que o compartimento está passando por um enchimento gradual.
Durante as marés da primavera, a água salgada inunda o interior das áreas baixas por vários quilômetros. As florestas mistas de mangue predominam em áreas de maré. As zonas húmidas adjacentes são uma das maiores da Austrália. Existem extensas áreas de camas de ervas marinhas no fundo do mar da baía. Também existem grandes áreas de marés cobertas de areia e lama.
As áreas protegidas ao redor da baía incluem o Parque Nacional Cliff Island, o Parque Nacional de Lakefield e o Parque Nacional de Cape Melville. O melhor acesso de barco para a baía da princesa Carlota é da rampa para barcos Bizant, que fica a 20 km de Bizant.

## Fauna
O tubarão do rio Bizant é uma espécie rara de tubarão de água doce ou de água salobra. As espécies marinhas mais comuns encontradas na baía incluem a perca-gigante, salmão azul, a Cavalinha, peixe-rainha (Seriphus politus, uma espécie de corvina da família dos Cienídeos), grunter, Lutjanus argentimaculatus, camarão-tigre-gigante e caranguejo de lama (Scylla serrata, uma espécie de caranguejo nadador da família Portunidae).nídeos]]}}
Tanto a baía da princesa Charlotte quanto a vizinha baía de Bathurst têm algumas das maiores densidades de dugongo em Queensland. Uma área de Gerenciamento Especial foi estabelecida na baía da Princesa Charlotte. O objetivo é proteger o dugongo dos pescadores da rede comercial, limitando o número de titulares de licenças de pesca.